# Bruno Grilli
Bruno Grilli (Perugia, 25 ottobre 1914 – Monte Fosca, 31 dicembre 1938) è stato un militare italiano, decorato con la medaglia d'oro al valor militare alla memoria nel corso della guerra di Spagna.

## Biografia
Nacque a Perugia nel 1914, figlio di Antonio e Teresa Anniboletti. Nella sua città natale frequentò le prime classi del Regio Istituto Tecnico, e poi si trasferì a Fermo presso il Regio Convitto Industriale dove conseguì, nel 1934, il diploma di perito industriale. Ufficiale della premilitare dell'Opera nazionale Balilla di Perugia, nel novembre 1935 fu arruolato nel Regio Esercito per adempiere al servizio militare obbligatorio, e destinato a frequentare il corso Allievi ufficiali d'artiglieria di Brà (provincia di Cuneo). A partire dal maggio 1936 effettuò, come aspirante ufficiale d’artiglieria. il servizio di prima nomina nel 1º Reggimento d'artiglieria della 22ª Divisione fanteria "Cacciatori delle Alpi", tra Perugia e Foligno. Sottotenente dal 1º agosto 1936, fu collocato in congedo il 15 maggio 1937, venendo assunto fra il personale direttivo presso la Società Industriale Carburo di Ascoli Piceno.
Dopo lo scoppio della guerra civile spagnola, nell'ottobre 1937 lasciò il lavoro e fu richiamato in servizio attivo, inviato a Civitavecchia per frequentare il 6º corso di addestramento. Il 20 giugno 1938 venne destinato in servizio al III gruppo obici da 100/17 del reggimento d'artiglieria della 4ª Divisione fanteria "Littorio", e il 28 dello stesso mese partì per la Spagna. Cadde in combattimento a Monte Fosca, nei pressi di Seròs (Lleida), il 31 dicembre 1938, nel pieno della battaglia di Catalogna che di lì a poco avrebbe portato alla conquista di Barcellona. Per onorarne il coraggio venne insignito della medaglia d'oro al valor militare alla memoria con Regio Decreto del 18 settembre 1939.

### Fonti
1. 1 2 3 4 5 6 7 8  Combattenti Liberazione.
2. ↑   Bollettino ufficiale delle nomine, promozioni e destinazioni negli ufficiali e sottufficiali del R. esercito italiano e nel personale dell'amministrazione militare, 1940,  p. 1439. URL consultato il 12 marzo 2022.
3. ↑  Medaglie d'oro al valor militare sul sito della Presidenza della Repubblica
4. ↑  Registrato alla Corte dei conti addì 21 ottobre 1939, registro 38 Guerra, foglio 325.